# حرکت الهی ۲: خشمگین
حرکت الهی ۲: خشمگین (انگلیسی: The Divine Move 2: The Wrathful؛‏ کره‌ای: 신의 한 수: 귀수편) یک فیلم نئو-نوآر اکشن جنایی محصول سال ۲۰۱۹ کره جنوبی است. این فیلم دنبالهٔ اسپین‌آف فیلم حرکت الهی (۲۰۱۴) به‌شمار می‌رود و با بازی کوان سانگ وو، کیم هی وون و کیم سونگ کیون است. این فیلم در ۷ نوامبر ۲۰۱۹ منتشر شد.

## بازیگران
- کوان سانگ وو در نقش گی سو
  - پارک سانگ هون در نقش جوانی گی سو
- کیم هی وون در نقش معلم دونگ
- کیم سونگ کیون در نقش هو ایل دو
- هو سونگ ته در نقش «بوسان وید»
- وو دو هوان در نقش «لونر»
- وون هیون جون در نقش شمن جان‌سونگ
- استفانی لی در نقش هوانگ سون هی
- جونگ این گیوم در نقش هوانگ دوک یونگ
- شین سو یون در نقش سو یون
- کیم جونگ پال در نقش سون هیونگ

### حضور ویژه
- گو سه وون در نقش کشیش
- یو سون در نقش مادام هونگ
- پارک کیونگ هه در نقش کارمند ایستگاه قطار
- لی بیونگ جون

## تولید
تصویربرداری اصلی در ۱۵ سپتامبر ۲۰۱۸ آغاز شد و در ۱۴ ژانکیه ۲۰۱۹ به پایان رسید.